# Округ Лејто (Ајдахо)
Округ Лејто (енгл. Latah County) је округ у америчкој савезној држави Ајдахо.

## Демографија
По попису из 2010. године број становника је 37.244, што је 2.309 (6,6%) становника више него 2000. године.
| Група             | 2000.          | 2010.          |
| Белци             | 32.433 (92,8%) | 33.746 (90,6%) |
| Афроамериканци    | 206 (0,6%)     | 293 (0,8%)     |
| Азијати           | 732 (2,1%)     | 781 (2,1%)     |
| Хиспаноамериканци | 740 (2,1%)     | 1.326 (3,6%)   |
| Укупно            | 34.935         | 37.244         |